# USS Gloucester (1891)
O USS Gloucester foi uma canhoneira da Marinha dos Estados Unidos. Construído em 1891 como um iate para J. P. Morgan, foi comprado pela Marinha em 1898. Participou na Batalha de Santiago de Cuba.